# Timor Gap E.P.

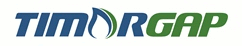
Logo der Timor Gap E.P.

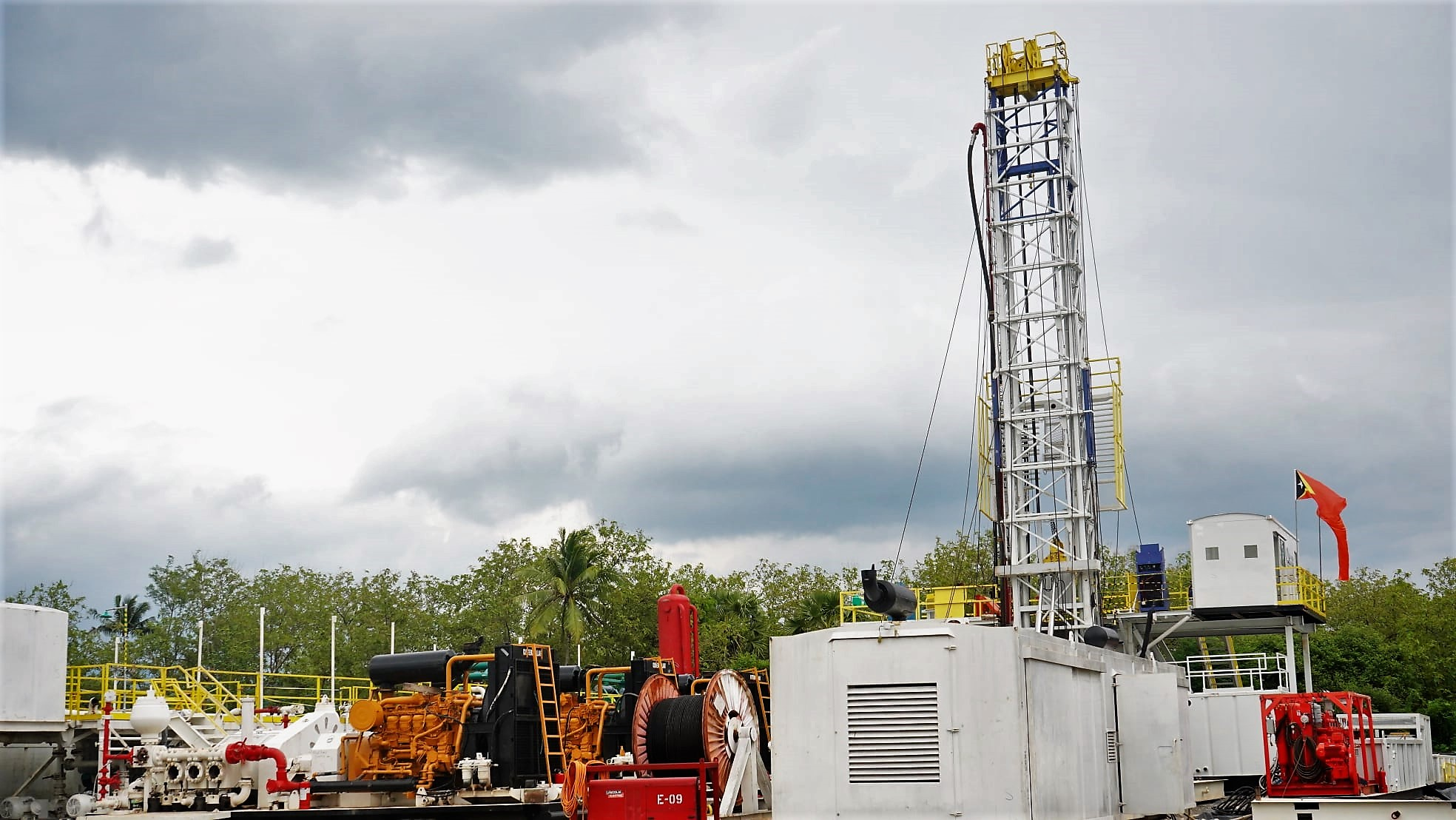
Die erste Erdölbohrung an Land im unabhängigen Osttimor (2021)

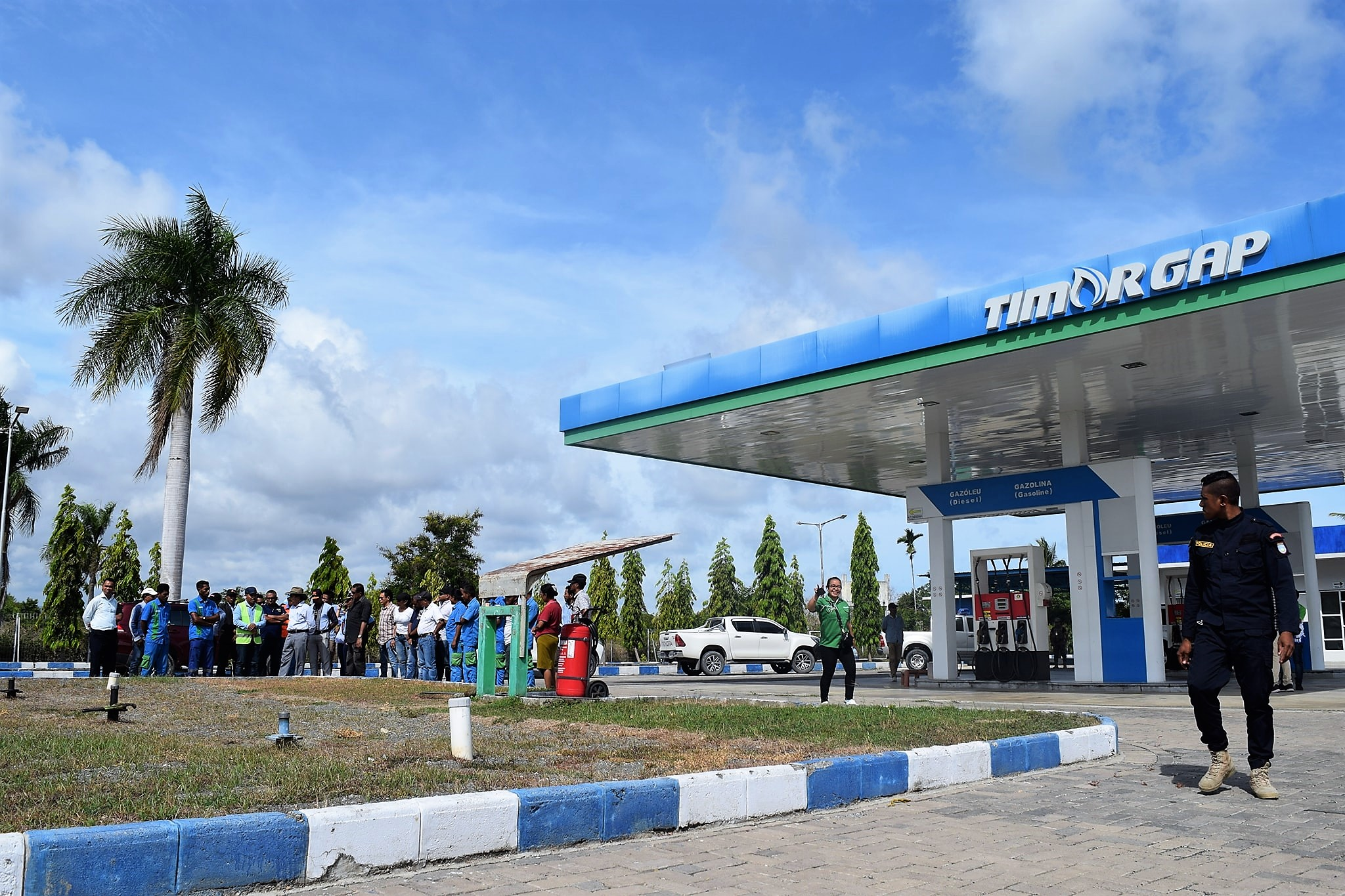
Tankstelle bei Lohorai, nahe dem Flughafen Suai

Die Timor Gap E.P. ist die nationale Erdölgesellschaft Osttimors. Das Land verfügt vor allem in der Timorsee über Erdöl- und Erdgasvorkommen. Timor Gap hat seinen Sitz in der Landeshauptstadt Dili, im Gebäudekomplex des Timor Plazas. Der Name der Firma nimmt Bezug auf den Timor Gap, die Region in der Timorsee, wo sich die Erdölfelder befinden. „E.P.“ steht für „Empresa pública“ (deutsch Öffentliches Unternehmen). Das Unternehmen ist dem Ministerium für Erdöl und Mineralien Osttimors unterstellt.
Die Timor Gap hat das Mandat, im Auftrag der Regierung von Timor-Leste Öl- und Gasgeschäfte zu tätigen. 2013 unterzeichnete man in einem Joint Venture mit Eni und INPEX einen ersten Produktionsbeteiligungsvertrag für die Offshore-Exploration. Für 650 Millionen US-Dollar erwarb Timor Gap einen Anteil von 56,6 % am Greater Sunrise Well Consortium in der Timorsee.
Auch an Land sucht man nun im Süden Osttimors nach Erdölvorkommen. Nachgelagert plant man den Bau einer Raffinerie und einer Flüssigerdgasanlage sowie den Aufbau eines Netzwerks von Tankstellen für den Einzelhandel in Osttimor. Auch das Infrastrukturprojekt Tasi Mane wird von Timor Gap verwaltet.
Seit der Gründung im Jahr 2011 war Francisco da Costa Monteiro Präsident des Exekutivrates der Timor Gap. Er wurde am 13. Juli 2020 durch eine Entscheidung der Regierung Osttimors von seinem bisherigen Stellvertreter António José Loiola de Sousa abgelöst. Am 13. September 2023 wurde Rui Maria Alves Soares zum neuen Präsidenten ernannt.